# Геронім Садовський
Геронім Садовський (26 липня 1776, с. Ордів — 25 лютого 1861, м. Львів) — польський шляхтич, останній дідич Вигнанки та Старого Чорткова.

## Життєпис
Геронім Садовський народився 26 липня 1776 року в Ордові, син Францішки Потоцької та Станіслава Садовського.
Освіту здобував самотужки з репетиторами.
У дитинстві захопився колекціонуванням. Деякі дослідники переконані, що основою великої колекції раритетів, зібраних в його вигнанському палаці, була колекція Йоахіма Потоцького. Нині ці картини експонують у музеях Львова, Вільнюса (Литва), Варшави (Польща) та інших міст.
У 1817 році Геронім у вигнанському палаці приймав австрійського імператора Франца Йосифа I.
В архіві Сестер милосердниць у Кракові зберігається оригінал заповіту «Акт фундації» Героніма Садовського (складений в червні 1854), а в архіві Польської провінції «Головний інвентар», який доповнює заповіт і де подається детальний опис усіх маєтків останнього власника Чорткова.
Помер 25 лютого 1861 року у Львові. Похований в Чорткові на старому цвинтарі (нині вул. С. Бандери) у родинному гробівці. У 1934 році це кладовище зруйнували і рештки Г. Садовського перенесли в будівлю монастиря Сестер милосердниць, на кошти якого його збудовано, де поховали в крипті під церквою; 1962 року група військових проводила в монастирі, який їм передали, електрику і випадково натрапила на крипту. Там виявилась труна із рештками Героніма Садовського. Біля неї стояла срібна чаша, в якій було згусле вино. Солдати вино порізали і з`їли, чашу забрав собі командир, а труну віддали комунальникам, яку ті перепоховали в одному з гробівців на цвинтарі.
Згаданий гробівець з плином часу зруйнувався і в ньому виявили труну Садовського, упізнавши рештки останнього власника Чорткова за золотою нижньою щелепою. Петро Федоришин, користуючись нагодою з присутності на заході міської влади і духовенства під час представлення своєї книги «Таємниці скарбів Садовських», закцентував увагу на тому, що цю відому історичну постать, котра стільки добрих справ зробила для Чорткова, потрібно належним чином перепоховати. До речі, Геронім Садовський заповідав поховати його в землі, а не в крипті.